# Рохеліо Домінгес
Рохеліо Домінгес (ісп. Rogelio Domínguez; 9 березня 1931, Буенос-Айрес — 23 липня 2004, Буенос-Айрес) — аргентинський футболіст, що грав на позиції воротаря. По завершенні ігрової кар'єри — тренер.
Виступав, зокрема, за «Реал Мадрид», з яким став триразовим володарем Кубка європейських чемпіонів, володарем Міжконтинентального кубка, а також кількох внутрішніх трофеїв. У складі національної збірної Аргентини — переможець чемпіонату Південної Америки та учасник чемпіонату світу.

## Клубна кар'єра
Народився 9 березня 1931 року в місті Буенос-Айрес. Домінгес був помічений наприкінці 1945 року, коли йому було 14 років, фіналі шкільного турніру в місті Буенос-Айрес одним з творців знаменитого клубу «Рівер Плейт», Карлосом Пеусельє, яки переконав Домінгеса почати тренуватися з «Рівер Плейт» починаючи з березня 1946 року. Йому було сімнадцять років, коли його помітили скаути «Расінга» (Авельянеда) і він був негайно куплений.
Домінгес дебютував за першу команду в 1951 році, що дозволило йому того ж року виграти з клубом свій перший титул чемпіона країни, але лише з сезону 1953 року він став основним воротарем клубу. Загалом у команді він провів сім сезонів, взявши участь у 121 матчі чемпіонату.
У 1957 році Домінгес перейшов у «Реал Мадрид», де мав конкурувати із досвідченим Хуаном Алонсо. В результаті перший сезон, в якому клуб став чемпіоном Іспанії та виграв Кубок європейських чемпіонів, Домінгес був запасним. Лише у другій частині наступного сезону 1958/59 Домінгес став основним воротарем, зігравши в тому числі у фіналах Кубка європейських чемпіонів 1959 та 1960 років, принісши в обох турнірах свої команді трофей, а також відіграв в обох матчах першого розіграшу Міжконтинентального кубка 1960 року проти уругвайського «Пеньяроля» (0:0, 5:1).
1960 року до мадридців приєднався новий воротар Хосе Вісенте Трайн, який і витіснив Домінгеса з основи, а наступного прийшов і Хосе Аракістайн, тому аргентинець досить рідко виходив на поле у наступні два сезони, за які команда двічі виборювала титул чемпіона Іспанії та одного разу стала володарем Кубка Іспанії.
У лютому 1962 року Домінгес повернувся на батьківщину, ставши гравцем «Рівер Плейта», де два сезони був дублером легендарного Амадео Каррісо, після чого ще два роки пограв за «Велес Сарсфілд».
У сезоні 1966 року Домінгес грав за уругвайський «Серро», а потім ще два роки за інший місцевий столичний клуб «Насьйональ», з яким дійшов до фіналу Кубка Лібертадорес 1967 року, де програв своєму рідному клубу «Расінг» (Авельянеда) (0:0, 0:0, 1:2).
Завершив ігрову кар'єру у бразильській команді «Фламенго», за яку виступав протягом 1968—1970 років.

## Виступи за збірні
1951 року дебютував в офіційних матчах у складі національної збірної Аргентини, зігравши три матчі на домашньому футбольному турнірі Панамериканських ігор і здобувши золоті нагороди турніру.

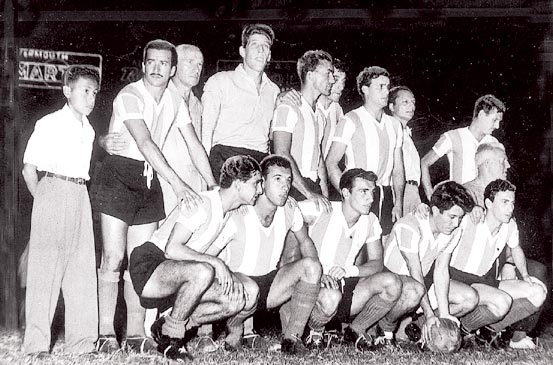
Рохеліо Домінгес (четвертий праворуч у верхньому ряду) у складі збірної Аргентини на чемпіонаті Південної Америки 1957 року.

Надалі Рохеліо тривалий час за збірну не грав, поки 1956 року не поїхав з нею на Панамериканський чемпіонат у Мексиці (5 матчів, 5 пропущених голів) та Кубок Атлантики (2 матчі, 1 пропущений гол), ставши на обох турнірах срібним призером.
Наступного року у складі збірної був учасником чемпіонату Південної Америки 1957 року у Перу, на якому зіграв у всіх шести іграх і здобув титул континентального чемпіона. Того ж року взяв участь з командою у одноматчевих товариських турнірах Кубок Ліптона та Кубок Ньютона, вигравши останній.
Після цього Домінгес знову тривалий час за збірну не грав, оскільки на клубному рівні виступав за кордоном, і лише повернувшись до аргентинської Прімери знову був включений у заявку збірної, поїхавши на чемпіонат світу 1962 року у Чилі. Домінгес з'явився на полі лише в одному матчі групового турніру проти збірної Угорщини, але команда не змога здобути перемогу (0:0) і не вийшла з групи. В серпні того ж року Рохеліо знову зіграв у Кубу Ліптона, вигравши і цей трофей з командою, після чого за збірну більше не грав. Всього протягом кар'єри у національній команді провів у її формі 24 матчі, пропустивши 19 голів.

## Кар'єра тренера
Розпочав тренерську кар'єру невдовзі по завершенні кар'єри гравця, 1971 року, очоливши тренерський штаб клубу «Сан-Лоренсо», з якою того ж року став фіналістом чемпіонату Аргентини, а наступного тренував команду «Чакаріта Хуніорс».
1973 року став головним тренером команди «Бока Хуніорс», тренував команду з Буенос-Айреса три роки, але не здобув жодного трофею, найкращий результат — друге місце в Метрополітано 1973 року.
Згодом очолював клуби «Хімнасія і Есгріма», «Сан-Лоренсо», «Атлетіко Тукуман» та «Лома Негра».
1982 року прийняв пропозицію попрацювати у клубі «Расінг» (Авельянеда), який був у серйозній кризі і боровся за виживання. Йому вдалося врятувати клуб, але довелося поступитися своїм місцем протягом наступного року, коли результати не покращилися. На початку 1986 року він знову ненадовго очолив «Расінг», коли клуб повернувся до еліти Аргентини.
Останнім місцем тренерської роботи був чилійський клуб «Евертон» (Вінья-дель-Мар), головним тренером команди якого Рохеліо Домінгес був у 1989—1990 роках. Згодом він був спортивним консультантом в аргентинських ЗМІ.
Помер 23 липня 2004 року на 74-му році життя у місті Буенос-Айрес від інфаркту міокарду.

## Титули і досягнення
- Чемпіон Іспанії (3):

«Реал Мадрид»: 1957–58, 1960–61, 1961–62
- Володар Кубка Іспанії (1):

«Реал Мадрид»: 1961–62
- Володар Кубка чемпіонів УЄФА (3):

«Реал Мадрид»: 1957–58, 1958–59, 1959–60
- Володар Міжконтинентального кубка (1):

«Реал Мадрид»: 1960
- Переможець чемпіонату Південної Америки (1):

Аргентина: 1957
- Переможець Панамериканських ігор (1):

Аргентина: 1951